# Air Medal

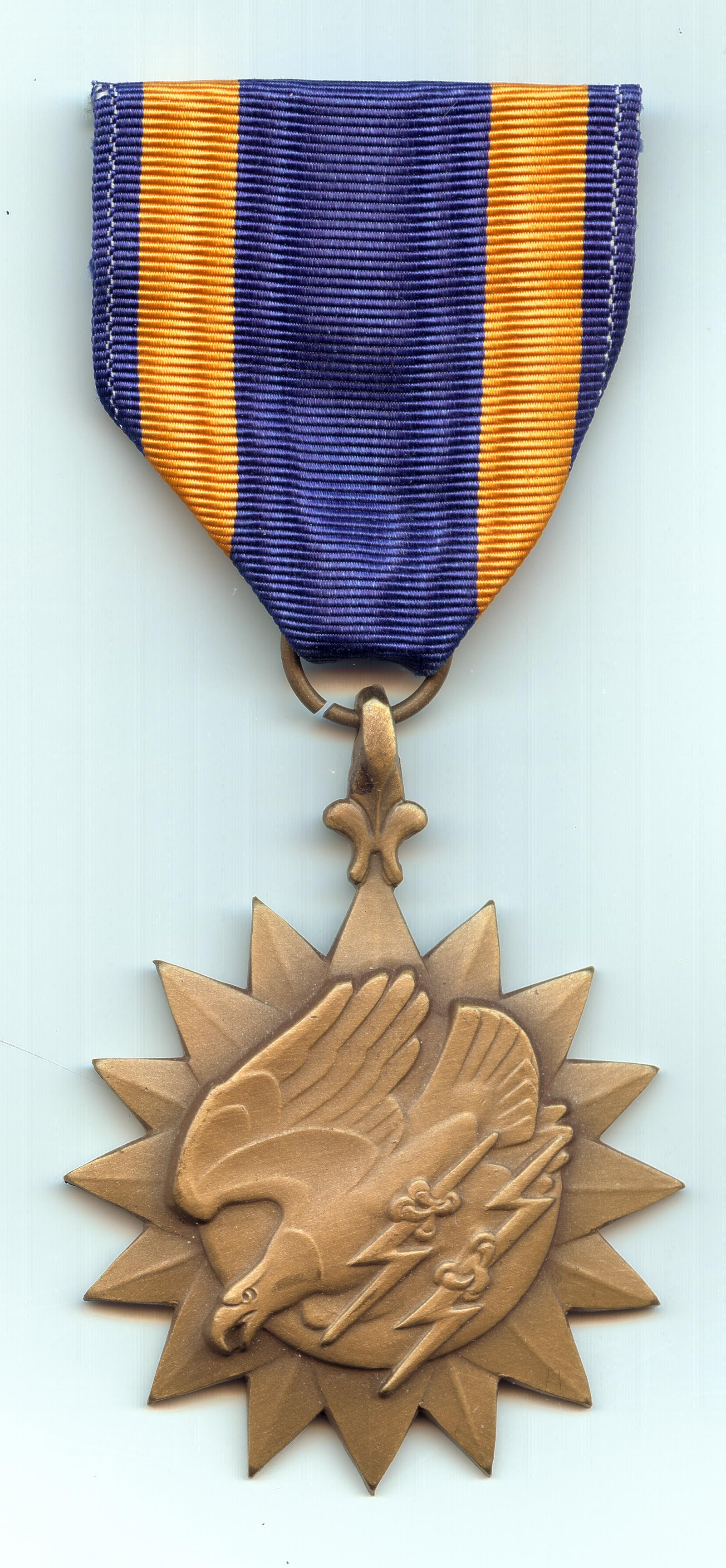
Air Medal

Die Air Medal ist eine militärische Auszeichnung der US-Streitkräfte.
Diese Dekoration wurde am 11. Mai 1942 unter Franklin D. Roosevelt gestiftet und wird für besondere Verdienste im Zuge von Flugeinsätzen vergeben. Sie kann rückwirkend bis 8. September 1939 verliehen werden.
Mehrfachauszeichnungen wurden zeitweise mit Service Stars und bis 22. November 1989 sowie aktuell wieder ab 27. September 2006 mit kleinen goldenen arabischen Ziffern am Ordensband gekennzeichnet. Die Air Medal kann auch recht häufig vergeben werden, so haben sie zum Beispiel David Haskell Hackworth 34-mal, Joseph W. Stilwell Jr. 26-mal, Joseph Kittinger 24-mal und Joseph W. Ralston 20-mal erhalten.
In der protokollarischen Rangordnung (Order of Precedence) rangiert diese Auszeichnung unter der Meritorious Service Medal und über der Aerial Achievement Medal und den Commendation Medals.